# Ctenomys bidaui
Ctenomys bidaui és una espècie de mamífer rosegador de la família dels ctenòmids. És endèmic de la península Valdés, a la província argentina de Chubut. El seu hàbitat natural és l'estepa arbustiva. Es tracta d'un tuco-tuco de mida mitjana. Té una llargada total de 205-253 mm, la cua de 53-73,2 mm i un pes de 105-165 g. Fou anomenat en honor del biòleg argentí Claudio J. Bidau.